# Castello del Petit Trianon
Il castello del Petit Trianon è un castello situato nel dominio del Petit Trianon, nel parco di Versailles, nelle Yvelines, in Francia. Costruito dall'architetto del re Luigi XV, Ange-Jacques Gabriel, dal 1762 al 1768, è considerato come un capolavoro del neoclassicismo, che unisce il gusto moderno alla natura rurale.

## Storia e descrizione
Edificato per madame de Pompadour, che morì prima di vederlo finito, fu inaugurato da madame du Barry nel 1768, circa venti anni dopo i primi lavori del "Nuovo giardino del re". Anche se era il più imponente del Petit Trianon, non era il primo edificio, ma si situa al contrario nella continuità di un progetto che durò quattro decenni. Venne offerto da Luigi XVI, dopo la sua incoronazione, alla sua giovane sposa Maria Antonietta, che gli diede il suo stile, associando per sempre, nell'immaginario pubblico, l'edificio e la Regina.
Di pianta quadrata di ventitré metri quadrati, l'edificio deve la sua particolarità alle sue quattro facciate, con cinque alte finestre, costellato di colonne o pilastri dell'ordine corinzio. A causa dell'inclinazione del terreno, il pianoterra del castello è accessibile solo dalle facciate sud ed est; questo piano era riservato alla servitù. Il piano  "nobile", dove si entra da una grande scale di un vestibolo progettato come una corte interna, comprende le sale di ricevimento e l'appartamento della Regina. Un mezzanino di tre sale apre la biblioteca di Maria Antonietta. Nell'attico, molti alloggi che servivano a Luigi XV e al suo seguito accolgono oggi la mostra delle  "Signore del Trianon", donne che hanno impresso su questi muri la propria firma.
La decorazione, affidata dall'architetto Gabriel ad Honoré Guibert, è interamente basata sulla natura e il gusto antico. Vero prolungamento architetturale dei giardini vicini, il castello è ornato di sculture di fiori e di frutti, i dipinti sono allegorie delle stagioni o dei fiori, i mobili sono decorati con motivi campestri.
Simbolo di una nuova monarchia, che ispira più intimità e quiete a differenza della rappresentazione permanente imposta da Luigi XIV, il castello del Petit Trianon è anche simbolo della fragilità del sistema, che la Rivoluzione francese condannò dal 1789.